# Squeeze Box
Pistes de The Who by Numbers
However Much I Booze Dreaming From the Waist
Squeeze Box est une chanson du groupe britannique The Who, parue à la troisième piste de l'album The Who By Numbers en 1975.

## Caractéristiques
La chanson est assez simple, les accords s'enchaînent sans complexité. On observe plusieurs pistes de guitare, mélangeant comme souvent chez les Who l'acoustique et l'électrique. Cependant, dans cette chanson, on entend des instruments plus exotiques, comme un accordéon (squeeze box en anglais) et un banjo (joués par Pete Townshend).

Les paroles de cette chanson sont grivoises, l'« accordéon » en question étant une métaphore pour l'acte sexuel ou pour la poitrine féminine. Le refrain répète sans cesse in and out and in and out (« dedans, dehors, dedans, dehors »). On peut aussi voir des allusions scabreuses à plusieurs autres occasions: Mama's got a squeeze box, Daddy never sleeps at night (« Maman a un accordéon, Papa n'en dort plus la nuit »). Pete Townshend, auteur de la chanson, décrit sa genèse en ces termes:
« Créée comme une plaisanterie scabreuse sans prétention. J'ai acheté un accordéon et appris à en jouer en un après-midi. Le rythme de polka que j'ai composé a donné naissance à cette chanson. Superbement enregistrée par les Who à mon incrédulité. Je devins encore plus incrédule quand cette chanson devint un tube pour nous aux États-Unis. »
Squeeze Box était au départ écrite pour une émission de télévision devant être diffusée en 1974 ; le groupe devait jouer la chanson accompagnée par cent femmes à la poitrine nue. La chanson sortit en single lors de la tournée américaine de 1975, atteignant la seizième place dans ce pays et la dixième en Grande-Bretagne. Lorsque le groupe jouait cette chanson, Pete Townshend et Roger Daltrey bougeaient le bassin d'avant en arrière, ne laissant que peu de doutes sur la signification réelle de la chanson.